# رجل من بيروت (فلم)
رجل من بيروت (بالإنجليزية: Man from Beirut) هو فيلم درامي وإثارة ألماني صدر عام 2019 من إخراج كريستوف غامبل، وبطولة الممثل الألماني من أصل لبناني كيدا خضور رمضان. يتميّز الفيلم بتصويره بالأبيض والأسود على طريقة "النيو نوار"، ويدور حول قاتل مأجور أعمى من بيروت يعيش في برلين، يجد نفسه في مأزق أخلاقي عندما يرفض قتل طفلة صغيرة، ليبدأ رحلة هروب وحماية غير متوقعة.

## القصة
تدور أحداث الفيلم في العاصمة الألمانية برلين، حيث يعمل "مومو" (يؤديه كيدا رمضان) كقاتل مأجور أعمى لصالح إحدى العصابات. أثناء تنفيذ إحدى المهام، يرفض مومو قتل فتاة صغيرة تُدعى "جونا"، ليجد نفسه في مواجهة مع زملائه السابقين، ويحاول الهرب والاحتماء بها، في ظل مطاردة عنيفة تتكشف خلالها ملامح ماضيه وتناقضاته الداخلية.

## الإنتاج والعرض
تم تصوير الفيلم بالأبيض والأسود، بنسبة عرض 1.33:1 لإضفاء طابع سينمائي نوار تقليدي. عُرض الفيلم لأول مرة في مهرجان Tallinn Black Nights السينمائي الدولي في نوفمبر 2019، وتم إطلاقه تجاريًا في ألمانيا عام 2020.

## طاقم التمثيل
- كيدا خضور رمضان بدور "مومو"
- دنيا رمضان بدور "جونا"
- بليريم ديستاني
- سوزان فوست

## الاستقبال
لاقى الفيلم آراءً متباينة من النقاد؛ حيث أشاد البعض بجماليات التصوير وأداء كيدا رمضان، بينما انتقد آخرون ضعف تطور الشخصيات وحبكة القصة. ويُعتبر الفيلم تجربة بصرية فريدة ضمن السينما الألمانية المستقلة.